# ديانا أرنو
ديانا أرنو (بالإستونية: Diana Arno)‏ هي عارضة إستونية، ولدت في 29 يناير 1984 في تالين في إستونيا.